# Peter Ashcroft

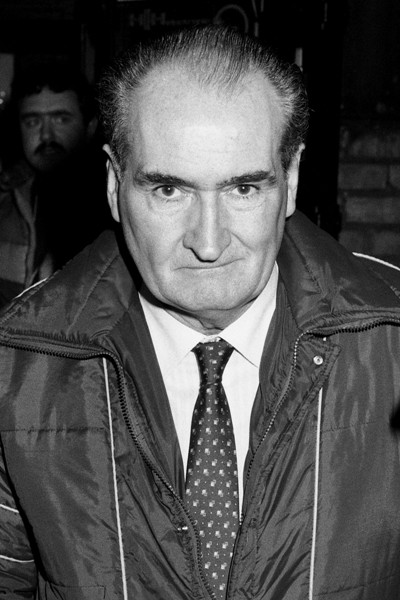
Peter Ashcroft 1982

Peter Sanderson Ashcroft (* 9. Mai 1928 in Penwortham, Lancashire; † 27. Januar 2008 auf Pawleys Island, South Carolina) war ein Brite und über lange Jahre hinweg Ford-Motorsport-Direktor, womit er unter anderem verantwortlich für viele erfolgreiche Ford-Werkseinsätze in der Rallye-Weltmeisterschaft war.
Ashcroft interessierte sich schon früh für Motorsport und arbeitete als junger Mechaniker für ein privates Formel-1-Team. Nachdem das Team aufgelöst worden war, wechselte er zu Ford of Britain, wo er anfänglich als Rallye-Mechaniker und später als Rennsport-Techniker beschäftigt wurde. Ashcroft machte sich im Lauf der Jahre bei Ford einen guten Namen als Motorentuner und Problemlöser und war in der Folge der Hauptverantwortliche dafür, dass Hannu Mikkola und sein Kopilot Gunnar Palm (Ford Escort Mk1) für das Ford-Rallye-Werksteam die London to Mexico World Cup Rally 1970 gewinnen konnten. Mit fast 26.000 Kilometer Wegstrecke war es die längste Marathon-Rallye in der Geschichte des Motorsports, veranstaltet im Vorfeld der Fußball-Weltmeisterschaft 1970.
1972 übertrug man Peter Ashcroft als neuem Competitions Manager die Leitung des gesamten Ford-Motorsport-Werksteams. Später wurde er als Nachfolger von Stuart Turner sogar zum Ford-Motorsport-Direktor befördert, ein Posten, den er bis 1991 innehatte. Unter seiner Führung wurden in den 1970ern und 1980ern weltweit ungezählte Rallye- und Rennsport-Erfolge erzielt, darunter 22 Gesamtsiege bei Wertungsläufen zur Rallye-WM sowie die Gewinne der Rallye-Weltmeisterschaft 1979 (durch Björn Waldegård auf Ford Escort RS1800) und der Rallye-Weltmeisterschaft 1981 (durch Ari Vatanen auf Ford Escort RS1800).
Nach seiner Pensionierung zog Ashcroft nach South Carolina in die Vereinigten Staaten, wo er seinen Lebensabend verbrachte. Dort starb er 79-jährig und hinterließ Ehefrau Jean, einen Sohn und eine Tochter sowie eine Stieftochter.
| Personendaten    | Personendaten                                  |
| ---------------- | ---------------------------------------------- |
| NAME             | Ashcroft, Peter                                |
| ALTERNATIVNAMEN  | Ashcroft, Peter Sanderson (vollständiger Name) |
| KURZBESCHREIBUNG | britischer Motorsportmanager                   |
| GEBURTSDATUM     | 9. Mai 1928                                    |
| GEBURTSORT       | Penwortham, Lancashire                         |
| STERBEDATUM      | 27. Januar 2008                                |
| STERBEORT        | Pawleys Island                                 |